# Musaranya aquàtica nord-americana
La musaranya aquàtica nord-americana (Sorex palustris) és una espècie de mamífer de la família de les musaranyes (Soricidae). És una musaranya gran que es troba als medis aquàtics de Nord-amèrica. És d'un color marró negrós i argentat.